# 安室奈美恵実母殺害事件
安室奈美恵実母殺害事件（あむろなみえじつぼさつがいじけん）は、1999年（平成11年）3月17日、沖縄県国頭郡大宜味村で、歌手の安室奈美恵の実母がその義弟によって殺害された事件である。

## 事件概要
1999年3月17日午前10時40分ごろ、歌手の安室奈美恵（当時21歳、以下安室と表記）の実母（当時48歳）が再婚相手の弟である義弟（当時44歳。安室との血縁関係はない）に車で轢かれたあとにナタで殴られる事件が発生。実母は沖縄県立北部病院に搬送されたが、午前11時48分に死亡が確認された。義弟は事件から4時間後に山中で死亡しているところを発見された。農薬による服毒自殺だった。
義弟は県内に住む40代女性と交際していたが、自身の身体的・経済的な制約から、兄を含む実母夫婦から交際に反対されており、それが原因で女性と破局することになったため、逆恨みで犯行に及んだのではないかと当時の報道で明らかにされている。
安室は前年の1998年に子供（長男）を出産し、12月に歌手活動を再開していた。事件当日の3月17日はニューシングル「RESPECT the POWER OF LOVE」の発売日であり、当日は出演するアサヒ飲料「nice One」CMに関する発表イベントが予定されていたが、実母殺害事件の影響で急遽キャンセルとなった。
その後、マスコミは有名歌手の親族間における殺人事件としてセンセーショナルに取り上げ、犯人が自殺したことで不明となった殺害動機を探り、被害者と犯人の間で以前からトラブルが絶えなかったことなどを報道した。そのため、一時安室のプロモーション活動を停止せざるを得ない状況に追い込まれた。なお、事件12日後の3月29日に放送されたフジテレビ系音楽番組「HEY!HEY!HEY!」で活動を再開した。

## 時系列

### 3月17日
この日は産休後の復帰第2弾シングル「RESPECT the POWER OF LOVE」の発売日であり、朝から情報番組などで解禁されたPVが取り上げられていた。
- 10:40
  - 沖縄県国頭郡大宜味村喜如嘉の道路上で安室の実母とその再婚相手（以下「夫」）が二人で反対側に渡ろうとした際、先に横断歩道を渡っていた実母が突然やってきた夫の弟（以下義弟）の乗る車に轢かれた[1]。それを見て驚いた夫が実母を助けに駆け寄ろうとした時に再度Uターンしてきた義理の弟の乗る車が衝突、夫は避けようとするがボンネットに伸し上げられ軽傷を負う。その後さらに車がUターンしてきたため、夫はなんとか実母を近くにある電柱の影まで引っ張って車を回避しようとする[1]。義弟は車を降り今度はナタのような物で襲いかかってきたため、夫が近くに落ちていた鉄パイプで応戦する[1]。やがて周辺住民や親族が集まりだしてパニックとなり、義弟は再び車に乗りその場を逃走（以上、のちの夫会見談より参考）[1]。
- 10:47
  - 救急隊到着、実母は意識不明・心拍停止状態のまま病院へ搬送[2]。
- 10:50
  - 現場からの連絡を受け、沖縄県警察本部と各署は山狩りを含む広域捜査が必要と判断、150名の捜査態勢を発足させる[1]。
- 11:17ごろ
  - 病院到着、大事を取って夫も入院。
- 11:48
  - 搬送されていた実母の死亡を確認[1]。
- 12:20ごろ～
  - 事実関係がはっきりしない状態でマスコミや関係者に第一報が届き、情報が錯綜し始める。この日午後2時からのイベントに参加するため会場入りしていた安室には、当初マネージャーを通し「お母さんが事故に遭ったらしい」と含みを持たせて伝えられた。安室は慌てて自身の姉の元に電話をするもつながらず、確認が取れないことに焦りといら立ちで落ち着かない様子だったという。
- 13:10ごろ～
  - 関係者から安室に事実がようやく知らされ、事件を聞きつけ会場に殺到していたマスコミには主催者側からイベント中止を発表。事件が大きく取り上げられ始め、TVでも一報を生中継した。
- 13:30ごろ
  - 昼すぎから所属事務所にも取材陣が殺到しており、急遽、事務所専務が応対。安室はすべての仕事をキャンセルし沖縄へ向かう用意をするが、航空チケットが修学旅行シーズンと重なりすぐには入手困難だった。もしこの事件がなければ安室は20日に沖縄入りし、稲嶺惠一沖縄県知事（当時）を訪問する予定があった。
- 13:45ごろ
  - 捜査員が事件現場から5km離れた山中の農道で義弟の車を発見、中にいた義弟らしき人物を意識不明のまま病院へ搬送[1]。車内からは殺虫剤の粉末などが見つかった[1]。
- 14:50ごろ〜
  - 安室がようやく沖縄行きのチケットを確保したとの情報が入り、マスコミが羽田空港に集まりだす。
- 15:30ごろ〜
  - 日刊スポーツ、スポーツニッポン、スポーツ報知が都内銀座・有楽町などでこの事件に関する号外を配布。
- 15:40ごろ〜
  - 安室が夫のSAM（trf）と一緒に羽田空港に到着するが、待ち構えていた150人以上とも言われるマスコミやカメラマン、さらに騒ぎを見て集まりだした野次馬に囲まれ前進は困難を極める。その後SAMに支えられながら搭乗手続きをしている際には声を上げて泣きじゃくる様子が翌日の各局ニュースで報道された。
- 15:55
  - 搭乗した飛行機にも報道陣が多数いたため、航空会社側が安室の心情に配慮し、機内アナウンスにて取材規制を促した。直接インタビューはなかったものの、小型カメラにより座席と着陸して降りるまでの一部始終がその後TVで放送されている。
- 16:10
  - 沖縄の病院で義弟の死亡が確認される[1]。のちに警察は自殺と断定する[3]。
- 18:50ごろ〜
  - 安室夫妻が那覇空港に到着。すでに到着ロビーも東京同様多数のマスコミと野次馬で埋め尽くされていたため、安室側は混乱を避けて関係者出入り口から車に乗り込み、人混みの中をパトカーに先導される形で警察署へと向かう。
- 20:03
  - 警察署に到着後、霊安室にて安置されていた実母と約5分の対面。別室にて約25分、事件に関する説明を受ける間も安室は終始無言だったという。
- 20:40
  - 警察署を後にし、県内のホテルへ。

### 3月18日・実家にて仮通夜
事件から一夜明け、新聞各紙1面、TVでも芸能面・報道面でもトップニュースとして伝えられ、芸能界にも衝撃が走る。沖縄県警察は被疑者死亡の上で容疑者を殺人罪と夫に対する殺人未遂罪で書類送検した。同じくして動機も発表されたが、マスコミはさまざまな疑いや可能性を示唆する記事を書き立てた。また、同時に安室の実母が生前著した本『約束〜わが娘・安室奈美恵へ〜』（1998年9月17日発売、扶桑社）に描かれた安室の生い立ち・成長と家族の絆がシンデレラストーリーとしてTVで数多く取り上げられた影響で出版社に一日で書店などから6万部の問い合わせや注文が殺到、しかし当時は在庫がなく同社は品切れの対応に追われた。
- 10:30ごろ〜
  - 沖縄県内の大学にて司法解剖が行われる[3]。死因はくも膜下出血と判明[3]。のちに警察側も被害者の死因は頭部打撲によるくも膜下出血であると発表した[3]。
- 13:00ごろ〜
  - 宿泊先のホテルを出発。
- 14:05ごろ
  - 仮通夜が営まれる実家に安室とSAMが到着。関係者によると安室は悲痛のあまり前の晩は一睡も出来なかったらしく、車から降りる姿はかなり憔悴しきっていた。家の前にはスタッフの他にも多数の警備員が配置され、そして報道陣は家から50ｍ以内立ち入り禁止と厳戒態勢の中、準備は進められた。
- 15:50ごろ
  - 実母の棺が実家に到着。時を同じくして再婚相手である夫（安室の継父）も到着。スタッフは当初、再婚相手には安室と会うのを遠慮してもらおうとしていたが、安室が家の前で悲しむ継父の姿をみるにみかねて家に招いたと言われている。
- 18:00ごろ〜
  - 仮通夜が始まる。事務所関係者談によると、安室は母を呆然と見つめ続けた後に大粒の涙を流し、白い布を手に持って姉と一緒にまだ母の顔に残るたくさんの傷、そして薄く残る血の痕を自分の頬を伝って母の顔にこぼれ落ちる涙で拭いていたという。
- 19:15
  - 安室とSAMが実家を後にする。
- 19:20
  - MAXが沖縄の空港に到着。
- 20:10
  - 安室と入れ違いでMAXが実家を訪れる。

### 3月19日・出棺
連日さまざまな憶測や過熱報道の中に三角関係からのもつれというものがあり、これに対して安室親族側は強く否定し、法的手段も辞さないとした。
- 14:09ごろ
  - 実母の棺が実家を出て火葬場へ。
- 14:30ごろ
  - 安室とSAMが先に市内の火葬場に到着、見送りに立ち会う。一切マスコミをシャットアウト。
- 15:10ごろ〜
  - 実母の棺が火葬場に到着。関係者談によると安室は母を送り出す際、ショックで力が抜けSAMにもたれかかってしまったという。そして一度火葬場を後にし、再度戻ってきたとき、変わり果てた姿を前に安室は顔を手で覆い涙ながらに遺骨を拾っていた。
- 18:25ごろ
  - 遺骨が実家に戻る。
- 19:50ごろ
  - 仙台で行われていたglobeのライブで、小室哲哉がセットリストにはなかった安室の曲「Don't wanna cry」をピアノでソロ演奏した。

### 3月20日・告別式
この日は午後2:00から告別式の予定があり、朝から沖縄市内の式場にたくさんのマスコミや野次馬が門の外に詰めかけ時折生中継された。
- 12:20
  - 実家から会場に遺骨が到着する。
- 12:40〜
  - 安室とSAMを乗せた車が会場に到着。
- 13:40〜15:00
  - 告別式では芸能界からも事務所の後輩・先輩に留まらず仕事の共演者や大物芸能人から多くの花輪が贈られた。会場では唯一代表撮影が許され、式終了とともに写真と状況が公開された。安室はSAMと向かい合わせに座り、ハンカチを握りしめ、時折遺影を眺めながらも無表情のまま悲しみをこらえ気丈に振る舞い、逆に隣で終始涙する姉を気遣う様子もうかがえたという。自分の名前を呼ばれたときは遺影の正面に立ち、母の前で約7秒間頭を下げた。告別式には安室の実父や、仕事の合間を縫って沖縄入りした小室哲哉も参列していた。安室とSAMは式が終わると足早に車に乗り込んでその場を去った。
- 17:00ごろ〜
  - 事件に巻き込まれた義父が市内のホテルで約45分にわたって会見を開き、安室やその兄弟に対して涙ながらに陳謝した。その後も義父は何度か週刊誌などの取材に答えている。

## その後の関連事項
- 事件発生直後から連日安室の事務所・ファンのホームページには多くの励ましの手紙・メールが送られた。また3月20日に放送されたNHK「ポップジャム」（収録は事件前）では、直前に発生していた実母殺害事件に配慮して、安室の出演部分をカットして放送されたが、TBS「うたばん」ではカットせずそのまま流し、画面上にテロップを表示するに留めた。
- 3月25日
  - マスコミなどに事件後初のコメントFAX（関係各所に約2,000通）。短い文章ながらも安室はこの中で「遺族・兄・姉とも話し合い、与えられた仕事を頑張ること、それが母の願いではないかと受け止めております」（一部抜粋）と綴った。
- 3月27日
  - 事件の影響で休止していたアサヒ飲料「nice One」のCMがようやく解禁される。
- 3月29日
  - フジテレビの音楽番組「HEY!HEY!HEY! MUSIC CHAMP」の生放送でTV復帰を果たす。安室がステージに登場した瞬間、観客からは割れんばかりの大歓声が起こり、ところどころで「安室ちゃんガンバレ」などのプラカードを掲げ、会場全体で安室を全力でバックアップした。さすがにこの日は司会のダウンタウンの二人も口が重く、緊張した雰囲気が漂っていた。それに安室は「すいません、ご心配おかけしました、元気です。」と第一声コメントし、笑顔で応対した。そして新曲「RESPECT the POWER OF LOVE」を歌い切った。その後のミュージックステーションの生放送で安室は、涙ぐみながら音程を少し外したが最後まで歌い上げた。
- 5月4日
  - この日は実母の四十九日が沖縄の実家で行われていたが、安室もふたたび待ち構えてくる報道陣による影響を考え欠席した。

## 後日談
事件以降、安室は自分からこの件に関して触れることは一切ないが、時折雑誌のインタビューなどで少しだけ言及することがある。
- 1999年雑誌「JUNON」9月号では最近のマスコミのプライバシーを省みない行動をどう思うかの質問に対して安室は「参りましたねぇ～あれには。マスコミが嫌いになりそうでしたよ（笑）、私の何にそんなに興味があるの？って…（一部抜粋）でも、今は大丈夫。…一人で悩んでいたら、結構耐え切れないものがあった。子供の笑顔には救われる時がある。（省略）」と語っている。
- 2005年1月の「UK TIMES」インタビューで安室は事件当時のことについて「母の死は私を地獄へ突き落とした。もう何もできなかった。けど、ずっとそうもしていられなかった…私も一人の母親として息子のために頑張らなきゃいけない。それが生きがい」（翻訳参考）と少し踏み込んで語った。
- 2006年に行われたツアー「namie amuro BEST tour “Live Style 2006」のライブパンフレット最後のページに唯一英文で「私が心から望んでいたこと、それはあなたとデビュー15周年を一緒に迎えること、そして記念すべきステージでの喜びを一緒に味わうことでした。お母さんに届くことを祈りながら歌います。母に愛を込めて安らかに眠れR.I.P.」と母に向けたメッセージが綴られている。
- 2008年雑誌「AERA」（08,5,12号）のインタビューでも安室は「母のことがあってからずっと辛かった。もう歌うことも「安室奈美恵」でいることもやめたいと思った。でも、今がどん底でもうこれ以上落ちることは無い…そう考えると少しずつ楽になっていった」（抜粋）と語っている。